# KkStB 29
Die Dampflokomotivreihe 29 waren Personenzug-Tenderlokomotivreihen der k.k. österreichischen Staatsbahnen (kkStB).

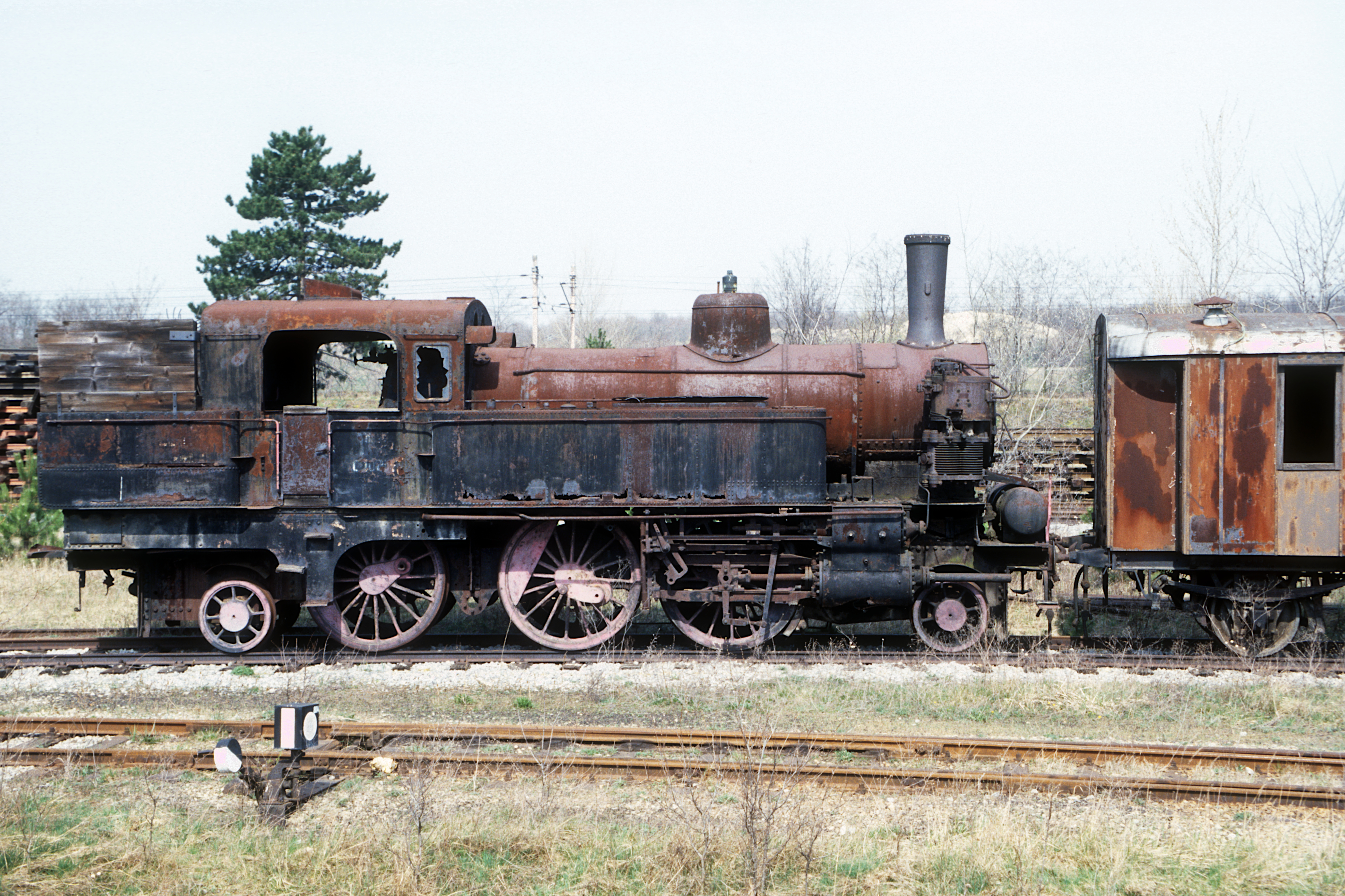
175.817 ist in sehr schlechtem Zustand in Straßhof erhalten geblieben (1999)

Parallel zur Lieferung der Nassdampf-Reihe 229 wurden 1912 auch 36 Heißdampflokomotiven von der Böhmisch-Mährischen Maschinenfabrik und der Lokomotivfabrik Floridsdorf als Reihe 29 geliefert.
Wegen der zusätzlichen Masse des Überhitzers mussten im Vergleich zur Reihe 229 die Wasserkästen gekürzt und der Dampfdom nach hinten versetzt werden.
Da die Heißdampf-Variante aber einen geringeren Dampfverbrauch aufwies, machte sich der geringere Wasservorrat nicht bemerkbar.
Alle Maschinen bekamen eine leichte Blech-Version des Rihosek-Kobelrauchfanges, der mit den „Rihosek-Nasenlöchern“ zur besseren Rauchableitung versehen war.
Die geänderten Dimensionen bei der Verdampfungsheizfläche wirkten sich in Summe negativ aus, sodass nur mehr Nassdampfmaschinen der Reihe 229 nachbestellt wurden.
Nach dem Ersten Weltkrieg kam eine Maschine als spätere 116-017 zu den Eisenbahnen des Königreichs der Serben, Kroaten und Slowenen (SHS) und neun Stück als Reihe OKl11 zu den Polnischen Staatsbahnen (PKP).
Die restlichen 26 Stück blieben den Österreichischen Bundesbahnen (damals BBÖ).
Nach 1938 wurde die Reihe von der Deutschen Reichsbahn (DR) als 75.8 bezeichnet.
Auch die polnischen Lokomotiven und die jugoslawische Maschine kamen im Zuge der Kampfhandlungen des Zweiten Weltkriegs zur DR und wurden in die Reihe 75.8 eingeordnet.
Nach 1945 wurden noch 16 Lokomotiven bei den ÖBB als Reihe 175 eingeordnet, fünf kamen zu den PKP, sieben zu den JDŽ und eine als 354.0505 zu den Tschechischen Staatsbahnen (ČSD).
Bei der ÖBB wurde die letzte Maschine dieser Reihe 1962 ausgeschieden. Die 175.817 ist als letzte ihrer Art im Eisenbahnmuseum Strasshof erhalten geblieben.
Abschließend sei noch angemerkt, dass die Reihe 29 vor 1912 durch 15 Lokomotiven besetzt war, die von der Kronprinz Rudolfsbahn (KRB) stammten.
Die Maschinen dieser Reihe wurden ab 1912 als Reihe 929 bezeichnet, um Platz für die neue Reihe 29 zu schaffen.